# Starr County
Starr County är ett administrativt område i delstaten Texas, USA. År 2010 hade county 60 968 invånare. Den administrativa huvudorten (county seat) är Rio Grande City. 

## Geografi
Enligt United States Census Bureau så har countyt en total area på 3 183 km². 3 168 av den arean är land och 16 km² är vatten.  

### Angränsande countyn
- Jim Hogg County - norr
- Brooks County - nordost
- Hidalgo County - öster
- Zapata County - väster
- Mexiko - syd, sydväst